# Hachsjara Elden
De Hachsjara Elden was een agrarisch opleidingscentrum dat was gevestigd in Huize Voorburg in het Betuwse dorp Elden. Deze groep Joodse jongeren, ook aangeduid als Palestinapioniers, woonde daar van mei 1941 tot de ontruiming door de Duitse bezetter op 3 oktober 1942. Twaalf van de drieënveertig groepsleden kwamen om in de Duitse concentratiekampen.

## Geschiedenis
Aan het einde van de negentiende eeuw ontstond het zionisme, een beweging die streefde naar een Joods nationaal thuis in Palestina. Vanaf het begin van de twintigste emigreerden steeds meer Joden naar het mandaatgebied. Voor het opbouw van een eigen land waren met name landbouwers en vaklieden nodig. Door heel Europa ontstonden verenigingen voor Palestina-pioniers, die zorgden voor omscholing voor diegenen die naar Palestina wilden emigreren. Het eerste opleidingscentrum in Nederland ontstond in 1910 in Gouda. Onder leiding van de Deventer Vereniging van Ru Cohen ontstonden er vanaf 1918 meerdere opleidingscentra door het land. Vanaf 1933 werden veel jonge Joodse vluchtelingen opgevangen in de verschillende centra. 
In het eerste oorlogsjaar dwong de Duitse bezetter verschillende opleidingscentra om de deuren te sluiten, waaronder Werkdorp Wieringermeer. Daarom werd er in Elden in mei 1941 een nieuw centrum gesticht in Huize Voorburg, een statig huis aan de Drielsedijk aan de zuidkant van de Rijn ter hoogte van Arnhem. De Duitse autoriteiten wilden in eerste instantie geen toestemming geven voor de hachsjara, omdat het niet strookte met hun beleid om Joden te concentreren in Amsterdam. Er kwam pas toestemming toen de voorzitters van de Joodse Raad in een brief van Klaus Barbie het kamp beschreven als een soort van Joods werkkamp. 
Van de drieënveertig bewoners waren er dertig Duits, de andere dertien Nederlands. Een deel van hen kwam uit de Jeugdalijah Loosdrecht. De bewoners bestonden uit een mix van orthodoxe en seculiere Joden. In Elden bereidden de jongeren zich verder voor op emigratie naar Palestina, hoewel door de oorlog niemand kon vertrekken. De leiding lag in handen van Werner Ahnfeld en de weduwe Lini de Bruin-Levi. De bewoners werkten in de kersenboomgaard die bij het huis hoorde en op gepacht land waar aardappels en groenten verbouwd werden. Daarnaast waren er veel lezingen over het zionisme en de Joodse culturen die onder andere door Abel Herzberg en Jacques Presser gegeven werden.
De bewoners van de Jeugdallijah in Loosdrecht besloten collectief in augustus 1942 onder te duiken. Dat lukte met behulp van Joop Westerweel en de groep mensen rondom hem die bekend kwam te staan als de Westerweelgroep. Werner Ahnfeld geloofde de belofte van de Duitsers dat de pioniers met rust gelaten zouden worden. Dat bleek onterecht want in de ochtend van 3 oktober 1942 omsingelde Duitsers Huize Voorburg, waarna de zevenendertig aanwezige pioniers op transport gingen naar Westerbork.  
De Palestinapioniers waren in Kamp Westerbork in eerste instantie uitgezonderd van transport omdat ze potentiële uitwisselingskandidaten waren in het geval van een gevangenenruil met de geallieerden. De Eldense groep kreeg zelfs toestemming een opleidingscentrum, in het Hebreeuws Hacshjara, buiten het kamp te beginnen. Daarbij sloten ook pioniers van andere groepen zich aan. In september 1943 vertrok toch de eerste groep van veertig pioniers met de trein naar Auschwitz. Vanaf dat moment probeerde de groep, met behulp van de Westerweelgroep, zoveel mogelijk pioniers te laten ontsnappen.
De Eldense groep kwam nog relatief goed uit de oorlog. Twaalf van drieënveertig groepsleden kwamen om. De meesten vestigden zich daarna in Palestina. In 2019 kwam er een herdenkingssteen bij het Oorlogsmonument Elden, waarop de namen van de twaalf slachtoffers stonden.